# Комсомольська селищна рада (Свердловськ)
Комсомо́льська се́лищна ра́да — орган місцевого самоврядування у складі Свердловської міської ради Луганської області. Адміністративний центр — селище міського типу Комсомольський.

## Загальні відомості
- Комсомольська селищна рада утворена в 1954 році.
- Територія ради: 3,57 км²
- Населення ради: 3 820 осіб (станом на 2001 рік)

## Населені пункти
Селищній раді підпорядковані населені пункти:
- смт Комсомольський
- с-ще Прохладне

## Склад ради
Рада складається з 24 депутатів та голови.
- Голова ради: Мельников Віктор Семенович
- Секретар ради: Гладкова Галина Анатоліївна

### Керівний склад попередніх скликань
| ПІБ                        | Основні відомості                                                                     | Дата обрання | Дата звільнення |
| -------------------------- | ------------------------------------------------------------------------------------- | ------------ | --------------- |
| Шабаєв Володимир Якович    | Селищний голова, 1952 року народження, безпартійний                                   | 26.03.2006   | 31.10.2010      |
| Мельников Віктор Семенович | Селищний голова, 1948 року народження, освіта вища, член Комуністичної партії України | 31.10.2010   |                 |

Примітка: таблиця складена за даними джерела

### Депутати
За результатами місцевих виборів 2010 року депутатами ради стали:

#### За суб'єктами висування
| Суб'єкт висування           | Кількість обраних депутатів | %    |
| --------------------------- | --------------------------- | ---- |
| Партія регіонів             | 16                          | 66,7 |
| Комуністична партія України | 8                           | 33,3 |

#### За округами
| № округу                    | Прізвище, ім'я, по батькові   | Дата визнання обраним | Освіта         | Партійна приналежність            | Відомості про обраного депутата                                                              |
| --------------------------- | ----------------------------- | --------------------- | -------------- | --------------------------------- | -------------------------------------------------------------------------------------------- |
| Комуністична партія України |                               |                       |                |                                   |                                                                                              |
| 1                           | Тур Олена Михайлівна          | 05.11.2010            | Освіта вища    | позапартійна                      | тимчасово не працює                                                                          |
| 4                           | Лавриненко Ігор Анатолійович  | 05.11.2010            | Освіта вища    | позапартійний                     | Лісний склад № 4 ДП «Свердловантрацит», охоронець                                            |
| 7                           | Фещук Ольга Іванівна          | 05.11.2010            | Освіта вища    | член Комуністичної партії України | пенсіонер                                                                                    |
| 11                          | Кроміна Віра Петрівна         | 05.11.2010            | Освіта середня | позапартійна                      | тимчасово не працює                                                                          |
| 15                          | Волченко Олексій Олексійович  | 05.11.2010            | Освіта вища    | член Комуністичної партії України | ВП "Шахта «Центроспілка» ДП «Свердловантрацит», інструктор по фізкультурі і спорту           |
| 19                          | Андрейчук Райля Ріфкатівна    | 05.11.2010            | Освіта вища    | член Комуністичної партії України | ВП "Шахта «Центроспілка» ДП «Свердловантрацит», комендант гуртожитку                         |
| 20                          | Зубенко Людмила Григоріївна   | 05.11.2010            | Освіта вища    | позапартійна                      | Комсомольська загальноосвітня школа ім. М. Григор'єва, заступник директора з виховної роботи |
| 24                          | Бабарицька Валентина Петрівна | 05.11.2010            | Освіта вища    | позапартійна                      | Лікарська амбулаторія Комсомольської селищної ради, медсестра                                |
| Партія регіонів             |                               |                       |                |                                   |                                                                                              |
| 2                           | Рябова Людмила Михайлівна     | 05.11.2010            | Освіта вища    | позапартійна                      | ВП "Шахта «Центроспілка» ДП «Свердловантрацит», медична сестра                               |
| 3                           | Тищенко Олена Володимирівна   | 05.11.2010            | Освіта вища    | член Партії регіонів              | ВП "Шахта «Центроспілка» ДП «Свердловантрацит», начальник відділу кадрів                     |
| 5                           | Лєснікова Світлана Петрівна   | 05.11.2010            | Освіта вища    | позапартійна                      | ВП "Шахта «Центроспілка» ДП «Свердловантрацит», майстер гірничий ВТБ                         |
| 6                           | Батіщева Тетяна Іванівна      | 05.11.2010            | Освіта вища    | член Партії регіонів              | ВП "Шахта «Центроспілка» ДП «Свердловантрацит», економіст                                    |
| 8                           | Кальченко Людмила Михайлівна  | 05.11.2010            | Освіта вища    | позапартійна                      | ВП "ГЗФ «Центроспілка» ДП «Свердловантрацит», інспектор відділу кадрів                       |
| 9                           | Баєва Наталія Анатоліївна     | 05.11.2010            | Освіта вища    | позапартійна                      | Свердловська міська лікарня, фельдшер швидкої допомоги                                       |
| 10                          | Косякова Ольга Володимирівна  | 05.11.2010            | Освіта середня | позапартійна                      | Комсомольська селищна рада, землевпорядник                                                   |
| 12                          | Куліш Надія Захарівна         | 05.11.2010            | Освіта середня | позапартійна                      | ВП "ГЗФ «Центроспілка» ДП «Свердловантрацит», оператор                                       |
| 13                          | Єгоров Володимир Гурійович    | 05.11.2010            | Освіта середня | позапартійний                     | ВП "Шахта «Центроспілка» ДП «Свердловантрацит», слюсар                                       |
| 14                          | Щербак Лариса Семенівна       | 05.11.2010            | Освіта середня | позапартійна                      | пенсіонер                                                                                    |
| 16                          | Сабінська Надія Костянтинівна | 05.11.2010            | Освіта середня | позапартійна                      | ВП "Шахта «Центроспілка» ДП «Свердловантрацит», машиніст підйому                             |
| 17                          | Панкевич Валентина Дмитрівна  | 05.11.2010            | Освіта середня | позапартійна                      | пенсіонер                                                                                    |
| 18                          | Гладкова Галина Анатоліївна   | 05.11.2010            | Освіта вища    | позапартійна                      | Комсомольська селищна рада, секретар ради                                                    |
| 21                          | Волікова Людмила Валеріївна   | 05.11.2010            | Освіта вища    | позапартійна                      | ВП "Шахта «Центроспілка» ДП «Свердловантрацит», слюсар                                       |
| 22                          | Чкалова Юлія Миколаївна       | 05.11.2010            | Освіта середня | позапартійна                      | пенсіонер                                                                                    |
| 23                          | Череповський Юрій Григорович  | 05.11.2010            | Освіта вища    | член Партії регіонів              | пенсіонер                                                                                    |